# Гай Митчелл
Гай Митчелл (англ. Guy Mitchell, наст. имя — Альберт Джордж Черник, 27 февраля 1927 — 1 июля 1999) — американский поп-певец югославского происхождения, имевший большой международный успех в 1950-х годах. Общий тираж пластинок Митчелла составляет 44 миллиона; шесть его синглов имели более чем миллионный тираж. Всемирную славу Гаю Митчеллу, который (согласно биографии на Allmusic) для целого поколения стал олицетворением «последних лет американской невинности», принесли хиты «Look At That Girl», «Rock-a-Billy», «She Wears Red Feathers», «Singing the Blues». Митчелл известен также как актёр: в числе фильмов и сериалов с его участием — «Whispering Smith».
Митчелл умер 1 июля 1999 года от осложнений после операции в больнице Desert Springs Hospital.

## Избранная дискография

### Альбомы
- 1953 — Songs of Open Spaces
- 1958 — Guy in Love
- 1961 — Sunshine Guitar
- 1968 — Travelin' Shoes
- 1969 — Singin' Up a Storm
- 1995 — Sings & Remembers
- 1998 — Singing the Blues
- 2004 — Roving Kind

### Хит-синглы
- «Belle, Belle, My Liberty Belle»
- «Feet Up (Pat Him On The Po-po)»
- «Heartaches By The Number»
- «Knee Deep In The Blues»
- «Look At That Girl»
- «My Heart Cries for You»
- «My Truly, Truly Fair»
- «Ninety Nine Years (Dead or Alive)»
- «Pittsburgh, Pennsylvania»
- «Pretty Little Black Eyed Susie»
- «Rock-a-Billy»
- «Same Old Me»
- «She Wears Red Feathers»
- «Singing the Blues»
- «Sparrow In The Treetop»
- «The Roving Kind»
- «Cloud Lucky Seven»
- «Unless»